# Улица Баяру
Улица Ба́яру (латыш. Bajāru iela) — улица в Видземском предместье города Риги, в микрорайоне Тейка. Начинается от Бривибас гатве и ведёт в юго-восточном, восточном и северо-восточном направлении до Бикерниекского леса, заканчиваясь у перекрёстка с улицей Айзприежу.
Общая длина улицы составляет 1480 метров. На всём протяжении имеет асфальтовое покрытие, 2 полосы движения. Застроена частными и многоквартирными домами (до 5 этажей) разного времени постройки. Общественный транспорт по улице не курсирует, но на Бривибас гатве и улице Таливалжа есть остановки «Bajāru iela».

## История
Улица Баяру появилась в 1929 году с формированием малоэтажной застройки будущего района Тейки. Название происходит от латышского слова bajāri, которое используется не только как исторический титул знатных особ (аналогично рус. бояре), но и для обозначения зажиточных крестьян (ср. рус. кулак, но без негативной окраски).
С 1950 по 1992 год носила имя русского писателя и публициста А. И. Герцена.
Первоначально заканчивалась у перекрёстка с улицей Лиелвардес, но в 1950-х годах была продолжена до новой улицы Айзприежу.

## Примечательные здания
- Жилые дома № 15 (построен в 1936 г.), № 36 (построен в 1939 г.) и № 40 (построен в 1937 г.) являются охраняемыми памятниками архитектуры местного значения[7].

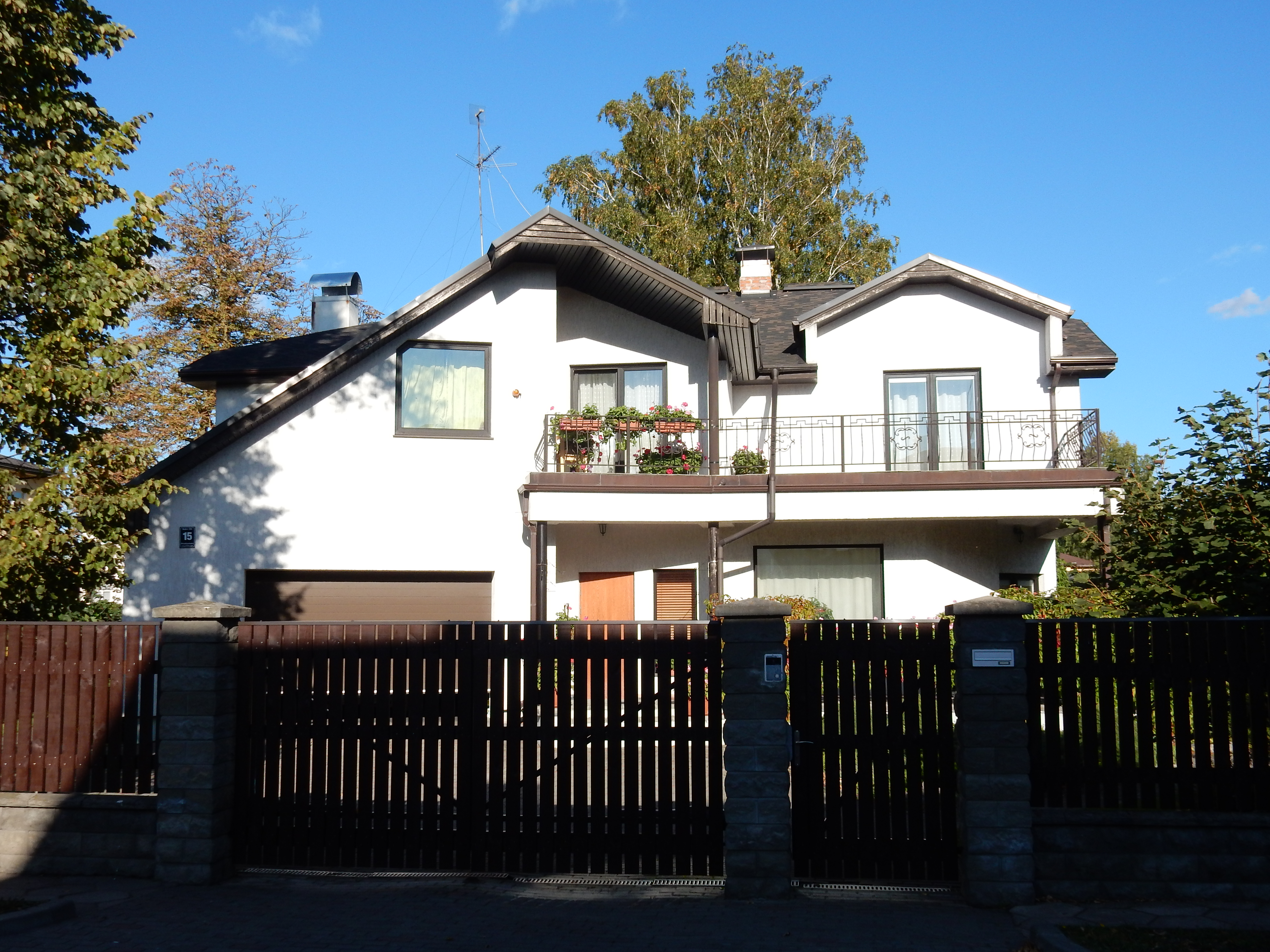
ул. Баяру, 15
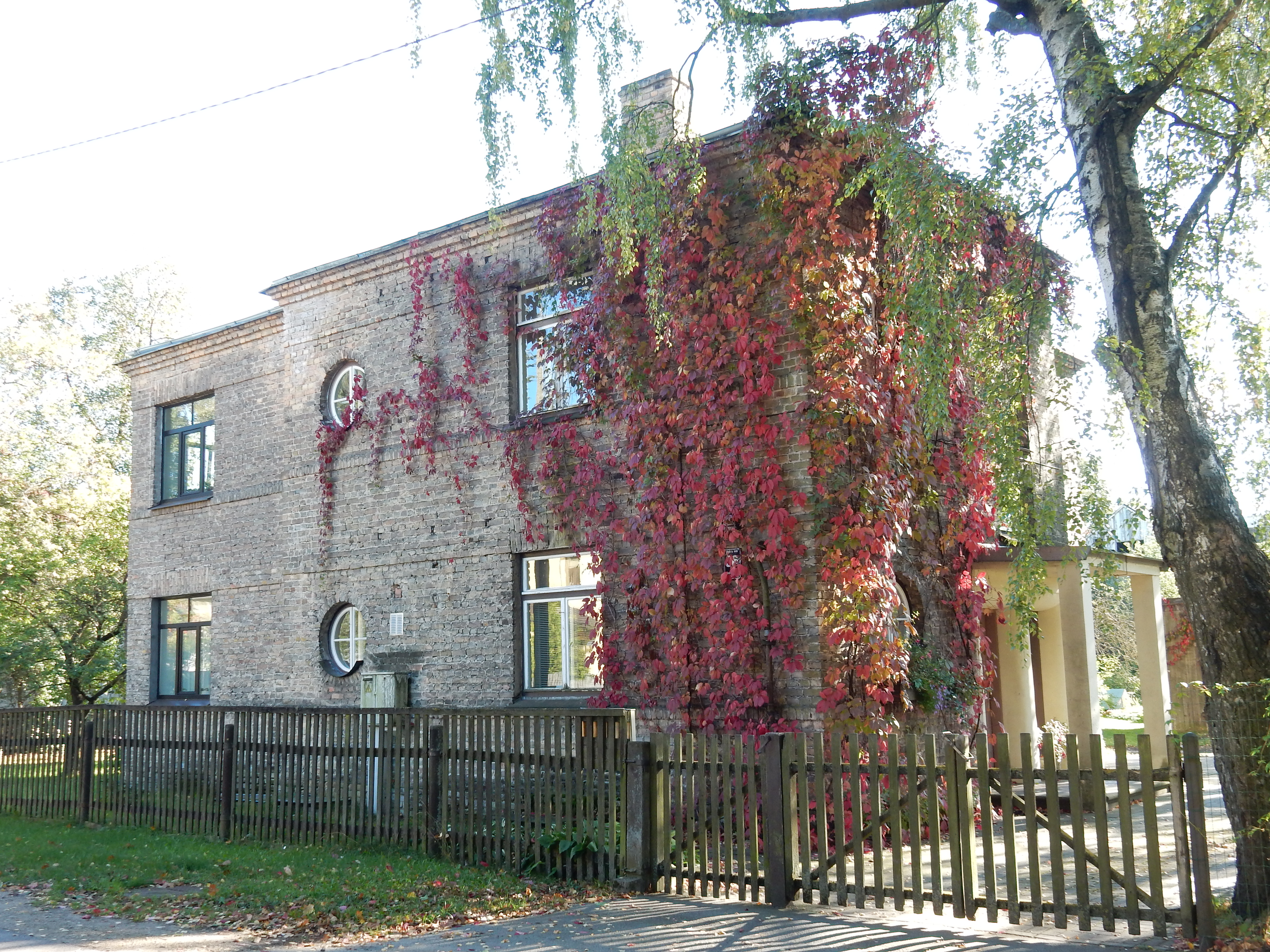
ул. Баяру, 36
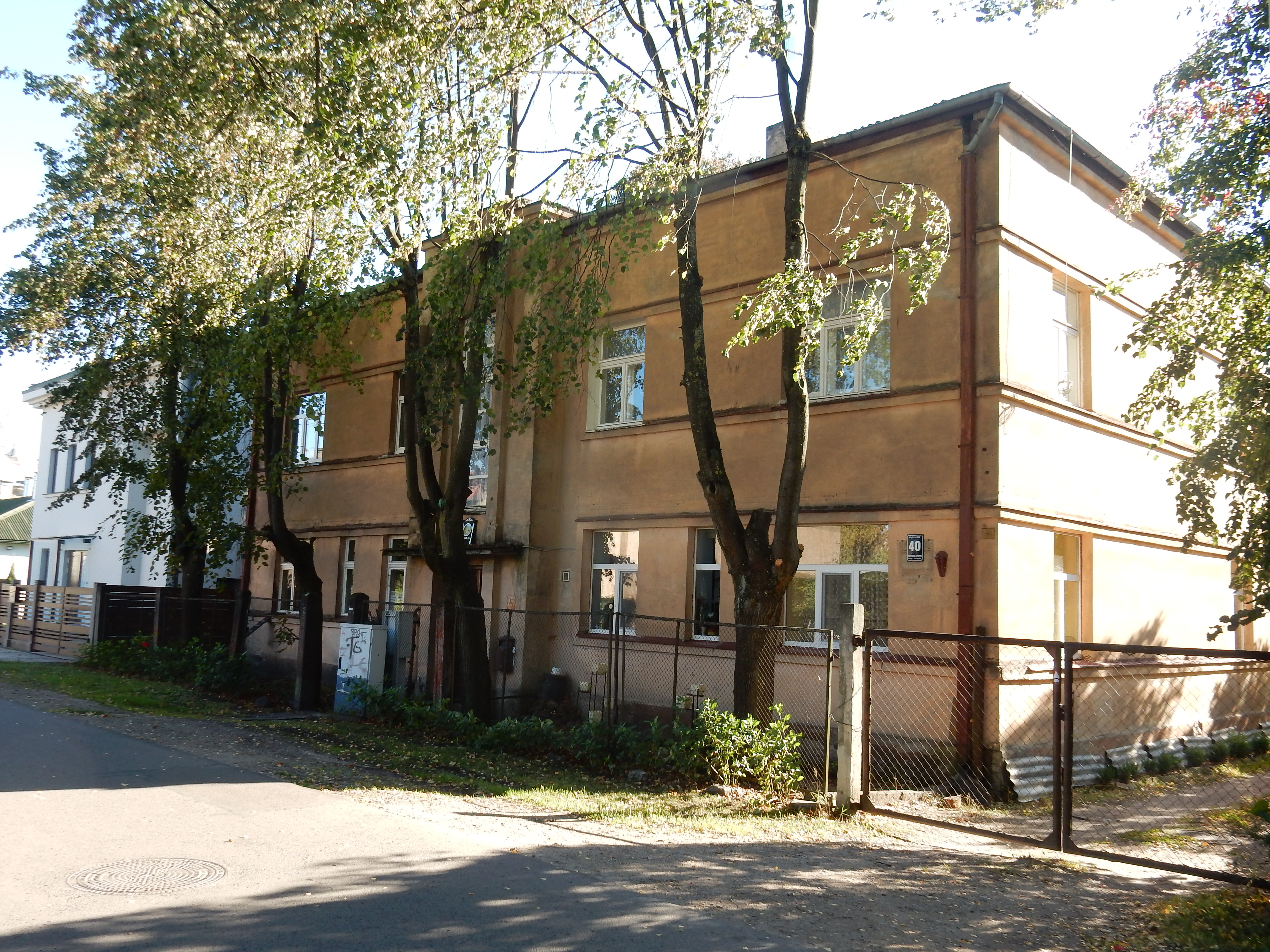
ул. Баяру, 40

## Прилегающие улицы
Улица Баяру пересекается со следующими улицами:
- Бривибас гатве
- Улица Пудикя
- Улица Пекшена
- Улица Арайшу
- Улица Лаункалнес
- Улица Залиша
- Улица Таливалжа
- Улица Стуриша
- Улица Буртниеку
- Улица Лаймдотас
- Улица Кегума
- Улица Лиелвардес
- Улица Айзсила
- Улица Айзприежу